# Chotilsko

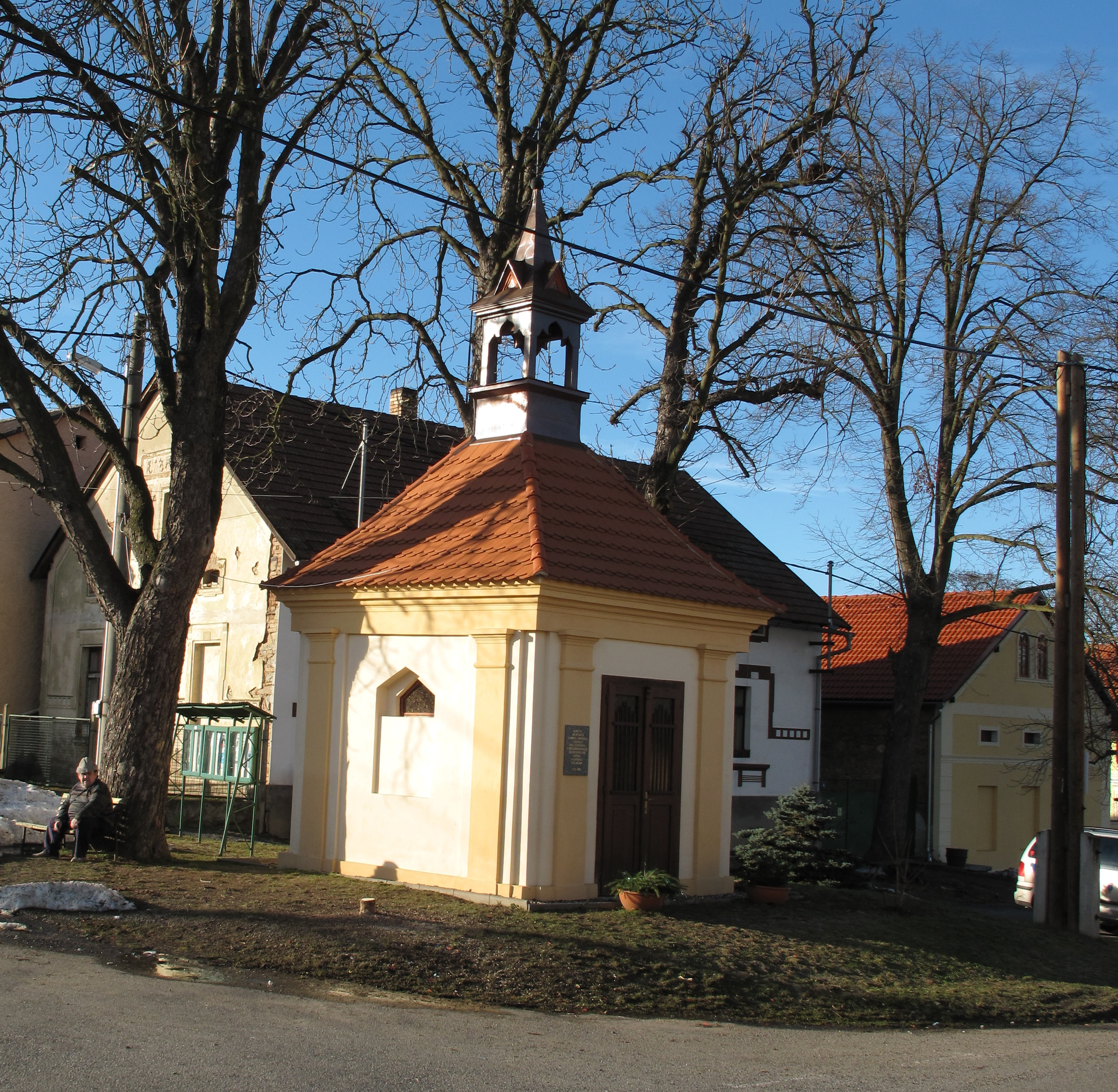
Kapelle in Chotilsko

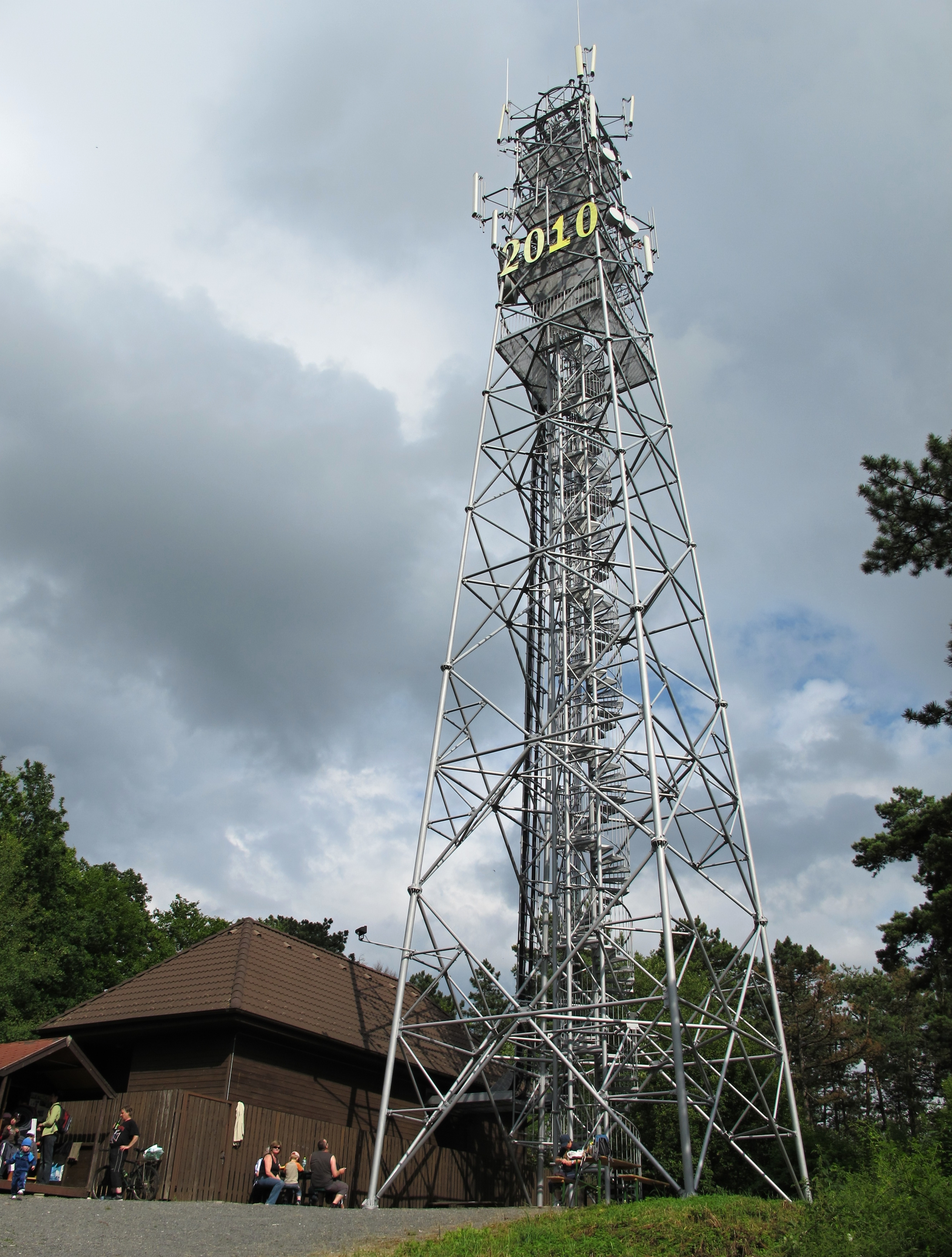
Turm auf dem Veselý vrch

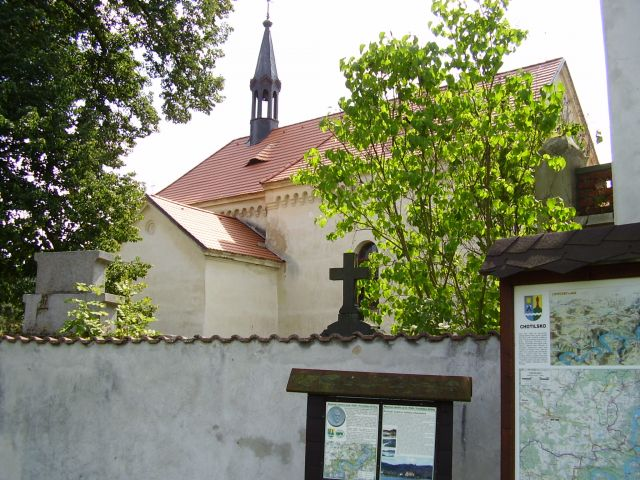
Kirche der hl. Fabian und Sebastian in Živohošť

Chotilsko ist eine Gemeinde in Tschechien. Sie liegt fünf Kilometer südöstlich von Nový Knín und gehört zum Okres Příbram.

## Geographie
Chotilsko befindet sich in der Středočeská pahorkatina im Tal des Baches Meredský potok. Gegen Nordosten liegt der Teich Velký chotilský rybník, westlich der Teich Mnich. Im Norden erheben sich die Hůrka (424 m) und der Tetřívek (449 m), nordöstlich die Višňovka (385 m), im Osten der Ostrý vrch (466 m), südöstlich die Želná (418 m), die Besedná (496 m), im Süden der Skleněný vrch (482 m), südwestlich die Želná (428 m), im Westen die Buková (489 m) und der Hladomor (408 m) sowie nordwestlich der Štětínec (466 m) und der Okrouhlík (451 m). Durch Chotilsko führen die Staatsstraßen II/102 zwischen Zbraslav und Kamýk nad Vltavou und II/114 zwischen Nový Knín und Neveklov.
Nachbarorte sind Korkyně im Norden, Háje, U Dobré Vody und Čím im Nordosten, Zátiší, V Ráji, Záhoří und Křeničná im Osten, Besedná, Nová Živohošť, Knihy, Hněvšín und Hrdlovna im Südosten, Lipí, Sejcká Lhota und Pod Lhotou im Süden, Prostřední Lhota und Libčice im Südwesten, Chramiště, Záborná Lhota, Kavčice, Kakšenberk und Kozí Hory im Westen sowie Starý Knín, Nový Knín, Pánkov, Sudovice und Moravce im Nordwesten.

## Geschichte
Die erste schriftliche Erwähnung des Vladikengutes Chotělsko erfolgte 1359. Der Ortsname leitet sich vom Personennamen Chotěl her. 1411 schloss Dobrka von Trnová das Gut Chotělsko an das Gut Korkyně an. Nach deren Tod fielen beide Güter mangels Nachkommen an die Hofkammer heim, die sie an Hrdibor von Drahkov verkaufte. Nachfolgende Besitzer von Korkyně und Chotělsko waren Jícha von Radíkovice, dessen Bruder Bohuslav von Radíkovice und ab 1449 Jindřich von Kralovice, genannt Škorně. Im Jahre 1449 erwarb dieser zum Gut Korkyně noch das Freigut und die Feste Čámy sowie einen weiteren Anteil von Chotělsko hinzu, im Jahre 1463 verlegte er seinen Sitz auf die Feste Čámy. Das Gut Korkyně wurde 1476 an die Herrschaft Netvořice angeschlossen, ab 1521 gehörte es zur Herrschaft Břežany und 1523 erwarb Jan Řep von Neveklov das Gut. Ab 1585 waren die Beřkovský von Šebířov Besitzer des Gutes Korkyně, wenig später Ludmila Hornátecká auf Počepice. Die Herren von Počepice verkauften das Gut um 1600 an Matthias Kramer von Grunov. Kramers Erben verkauften Korkyně und Smilovice an Jan Bechinie von Lazan auf Prostřední Lhota, Záborna Lhota, Mokrsko und Libčice. Dieser veräußerte die Feste und das Gut Korkyně 1625 an Wenzel Wratislaw von Mitrowitz auf Starý Knín. Er vererbte die Feste Korkyně mit den untertänigen Dörfern Korkyně, Chotilsko, Křížov, Hněvšín, Lipí und einem Anteil von Čím seinem Sohn Johann Adalbert Wratislaw von Mitrowitz. Die Familie Wratislaw von Mitrowitz verkaufte das Gut Korkyně mit allem Zubehör 1670 an den Besitzer der Herrschaft Mníšek, Servaz Ignaz Engel von Engelfluß. Dieser schlug das Gut Korkyně der Herrschaft Mníšek zu. Im Jahre 1680 trat Engel von Engelfluß das Gut Korkyně an das Zisterzienserstift Königsaal ab, das es mit seinem Gut Slapy vereinte. Die Königsaaler Güter fielen nach der Aufhebung des Klosters 1785 dem Religionsfonds zu. Die Kapelle wurde 1790 aufgehoben und zum Wohngebäude umgestaltet. Am 3. Jänner 1825 ersteigerte Karl Korb Ritter von Weidenheim (Karel Bedřich Srb) das Gut Slapy mit allem Zubehör. Im Jahre 1845 bestand das im Berauner Kreis gelegene Dorf Chotilsko aus 19 Häusern mit 145 Einwohnern, darunter einer jüdischen Familie. Im Ort gab es ein Wirtshaus. Pfarrort war Ziwohausst (Živohošť). Bis zur Mitte des 19. Jahrhunderts blieb Chotilsko der Herrschaft Slap untertänig.
Nach der Aufhebung der Patrimonialherrschaften bildete Chotělsko / Chotilsko ab 1850 mit den Ortsteilen Hněvšín, Křeničná, Lipí und Sejcká Lhota eine Gemeinde im Gerichtsbezirk Dobříš. Ab 1868 gehörte die Gemeinde zum Bezirk Příbram. Seit dem Ende des 19. Jahrhunderts wird Chotilsko als amtlicher Ortsname verwendet. 1898 wurde die Straße Chotilsko – Korkyň – Lhota Prostřední hergestellt, 1901 folgte die Straße Chotilsko – Živohoušť von der 1921 eine Nebenstraße nach Hněvšín geführt wurde. 1922 entstand die Straße Křeničná – Čím, zwischen 1923 und 1924 die Straße Záborná Lhota – Chotilsko und schließlich zwischen 1928 und 1935 die Straße Chotilsko – Čím. Im Jahre 1930 hatte Chotilsko (mit Hněvšín, Křeničná, Lipí und Sejcká Lhota) 365 Einwohner. 1949 wurde die Gemeinde dem neu gebildeten Okres Dobříš zugeordnet, nach dessen Aufhebung im Jahre 1960 gehört sie zum Okres Příbram. 1954 wurden infolge der Errichtung der Talsperre Slapy das Moldautal östlich und südlich von Chotilsko geflutet; dabei wurden die im Tal gelegenen Ortschaften Kocanda, Živohošť, Ústí, Smilovice, Kobylníky, Cholín, Trenčín und Oboz aufgelöst und überflutet. Über dem Tal entstanden die neuen Ansiedlungen Cholín-Boubovny, Knihy, Kobylníky, Smilovice und Živohošť. Die Gemeinde Živohošť wurde 1961 aufgehoben und entlang der Moldau zwischen den Gemeinden Nahoruby und Chotilsko geteilt. Der Stausee mit der reizvollen Landschaft der gefluteten Moldaumäander entwickelte sich nachfolgend zu einem beliebten Erholungsgebiet. Am 1. Jänner 1976 wurden Korkyně und Křížov eingemeindet, zu Beginn des Jahres 1980 kam noch Prostřední Lhota (mit Kobylníky, Mokrsko und Smilovice) hinzu. Korkyně und Křížov lösten sich am 24. November 1990 wieder von Chotilsko los und bildeten die Gemeinde Korkyně. Seit 2003 führt Chotilsko ein Wappen und Banner.

## Gemeindegliederung
Die Gemeinde Chotilsko besteht aus den 13 Ortsteilen Cholín-Boubovny, Chotilsko, Hněvšín (Hniewschin), Knihy, Kobylníky (Kobilnik), Křeničná (Krenitschna), Lipí (Linden), Mokrsko (Mokersko), Prostřední Lhota (Mittellhota), Sejcká Lhota (Lhota Chotilsko), Smilovice (Smilowitz), Záborná Lhota (Saborna Lhota) und Živohošť (Schiwohoscht). Die zwölf grundlegenden Siedlungseinheiten sind Cholín-Boubovny, Chotilsko, Hněvšín, Knihy, Kobylníky, Křeničná, Mokrsko, Prostřední Lhota, Sejcká Lhota, Smilovice, Záborná Lhota und Živohošť. Das Gemeindegebiet gliedert sich in die sechs Katastralbezirke Chotilsko, Hněvšín, Křeničná, Prostřední Lhota, Sejcká Lhota und Záborná Lhota. Zu Chotilsko gehören außerdem die Einschichten Hrdlovna, Záhoří, Pod Lhotou und Zátiší.

## Goldlagerstätte Mokrsko
Die zwischen 1983 und 1991 durch Untersuchungen von Geoindustria entdeckte Goldlagerstätte am Veselý vrch bei Mokrsko gehört zur Euler Zone (Jílovské pásmo) und gilt als die größte in Mitteleuropa. Der Ertrag der vier Lager Mokrsko-západ, Mokrsko-východ, Čelina und Prostřední Lhota wird auf 100 t Gold geschätzt. Wegen der Lage in einem Erholungsgebiet konnte sich die Gemeinde in langen politischen Verhandlungen vorerst gegen einen Abbau durchsetzen, da sowohl ein Tagebaubetrieb als auch eine Cyanidauslaugung ökologisch nicht vertretbar wären.

## Sehenswürdigkeiten
- Gotische Kirche der hll. Fabian und Sebastian in Živohošť; sie befand sich einst auf einer Anhöhe über dem Dorf und steht heute am Ufer des Stausees
- Živohošťer Brücke, auf ihr führt die Straße II/114 zwischen Nový Knín und Neveklov über den Stausee
- Aussichtsturm Drtinova rozhledna auf der Besedná, der 14 m hohe viergeschossige hölzerne Bau im Stile eines hussitischen Wachtturmes wurde zwischen 1925 und 1926 errichtet. Dazu steuerte Präsident Masaryk 10.000 Kronen bei.
- Aussichts- und Funkturm auf dem Veselý vrch bei Mokrsko, die 42 m hohe Stahlkonstruktion wurde 1999 durch die Firma Eurotel als Basisstation errichtet. In 25 m Höhe befindet sich eine Aussichtsplattform, die über 137 Stufen erreichbar ist.
- Barocker Kreuzherrenspeicher (Křižovnický špýchar) in Prostřední Lhota, errichtet 1770. Seit 2004 dient er als Museum über das Leben der Landbevölkerung des Mittleren Povltaví.
- Kapelle in Chotilsko, errichtet 1849, sie wurde nach ihrer Instandsetzung im Jahre 2009 anlässlich der 650-Jahr-Feier des Ortes den Erzengeln Michael, Raphael und Gabriel geweiht
- Kapelle in Záborná Lhota
- Relikte des Goldbergbaus am Okrouhlík, Veselý vrch und Čihadlo (Josephistollen)

## Söhne und Töchter der Gemeinde
- František Drtina (1861–1925), Philosoph, geboren in Hněvšín